# Rio Chibarro
Rio Chibarro är ett vattendrag i Brasilien.   Det ligger i delstaten São Paulo, i den sydöstra delen av landet, 700 km söder om huvudstaden Brasília.
Omgivningarna runt Rio Chibarro är en mosaik av jordbruksmark och naturlig växtlighet. Runt Rio Chibarro är det ganska glesbefolkat, med 38 invånare per kvadratkilometer.